# Medley Kingdon Parlee
Medley Kingdon Parlee, kanadski letalski častnik, vojaški pilot in letalski as, * 31. maj 1888, Stanley, York County, New Brunswick, † 1966.
Med prvo svetovno vojno je bil pripadnik 22. eskadrilje Kraljevega letalskega korpusa. Poročnik Parlee je v svoji vojaški službi dosegel 6 zračnih zmag.